# 6970
6970（六千九百七十、ろくせんきゅうひゃくななじゅう）は自然数、また整数において、6969の次で6971の前の数である。

## 性質
- 6970は合成数であり、約数は 1, 2, 5, 10, 17, 34, 41, 82, 85, 170, 205, 410, 697, 1394, 3485, 6970 である。
  - 約数の和は13608。
- 69702 + 1 = 48580901 であり、n2 + 1 の形で素数を生む631番目の数である。1つ前は6956、次は6980。
- 各位の和が22になる317番目の数である。1つ前は6961、次は7069。

## その他 6970 に関連すること
- 大阪万博を記念して大阪城本丸跡に1970年に設置されたタイムカプセルのうち一つは、その5000年後の6970年に開かれる予定である。